# Гуццетти, Сесар Аугусто
Сесар Аугусто Гуццетти (исп. César Augusto Guzzetti; 1925—1988) — аргентинский военный и государственный деятель, министр иностранных дел Аргентины (1976—1977).

## Биография
Начав службу в ВМС матросом, закончил её в звании вице-адмирала.
После военного переворота 24 марта 1976 года был назначен министром иностранных дел, международной торговли и культуры Аргентины. 7 октября 1976 года в Нью-Йорке состоялась встреча Гуццетти c госсекретарём США Генри Киссинджером. Согласно открытым архивам Государственного департамента США, в ходе той встречи Киссинджер пожелал успеха аргентинскому руководству. «У меня старомодные взгляды. Я считаю — друзья должны поддерживать друг друга», — отметил Киссинджер. Позиция госсекретаря США расходилась с общим мнением американских конгрессменов, которых все сильнее настораживала ситуация с соблюдением прав человека в Аргентине.
5 мая 1977 года на него было совершено покушение, политик находился в коме, пережил несколько операций в США и потерял дар речи. 23 мая 1977 года по состоянию здоровья он был отправлен в отставку.